# Helge Rungwald
Helge Rungwald (* 23. Juli 1906 in Frederiksberg; † 15. August 1960 in Middelfart) war ein dänischer Regisseur und Schauspieler.

## Leben
Helge Rungwald war der Sohn des Juweliers Peter Emil Rungwald († 1912) und seiner Frau Josephine Philipson († 1953). Er besuchte von 1923 bis 1926 die Staatliche Theaterschule in Kopenhagen. Am 30. März 1927 hatte er als Darsteller am Det Ny-Theater sein Bühnendebüt. Er spielte daraufhin auch am Aarhus Teater und am Dagmarteatret. Von 1936 bis zu seinem Tod war er zunächst als Schauspieler und später dann als Regisseur fest am Odense Teater engagiert, dessen Direktor und Intendant er auch zeitweise war. Er inszenierte zahlreiche Theaterstücke, Kabarett-Programme und Varieté-Shows. Rungwald war viele Jahre Mitglied im Vorstand des dänischen Schauspielerverbandes und der Theaterkommission. Als Regisseur inszenierte er auch einige Spielfilme. Er galt zu dieser Zeit neben Stig Lommer als einer der führenden Theater-Regisseure in Dänemark.
Während Dänemark unter deutscher Besatzung stand, wurde Rungwald am 20. Februar 1945 als Soldat bei einem Einsatz angeschossen und dabei schwer verletzt. Das Ende des Zweiten Weltkriegs erlebte er verwundet in einem Lazarett in Norwegen. 1946 wurde er mit dem Dannebrogorden ausgezeichnet. In den 1950er-Jahren moderierte er eine Sendung bei Danmarks Radio.
Helge Rungwald war dreimal verheiratet und hatte keine Kinder. Seine erste Ehefrau war ab November 1933 für einige Jahre die Schauspielerin Jessie Rindom. In zweiter Ehe war er von 1941 bis 1949 mit Karen Sylvester-Hvid verheiratet. Seine dritte Ehefrau war von 1949 bis zu seinem Tod die Schauspielerin Birthe Backhausen. 
Helge Rungwald starb am 15. August 1960 im Alter von 54 Jahren. Seine Grabstätte befindet sich auf dem Assistenzfriedhof (Odense).